# 132718 Kemény
(132718) Kemény, denumire internațională (132718) Kemeny, este un asteroid din centura principală de asteroizi.

## Descriere
132718 Kemény este un asteroid din centura principală de asteroizi. A fost descoperit pe 23 iulie 2002 la Observatorul Palomar de Krisztián Sárneczky. Asteroidul prezintă o orbită caracterizată de o semiaxă mare de 2,89 ua, o excentricitate de 0,06 și o înclinație de 2,2° în raport cu ecliptica.